# Ädikula

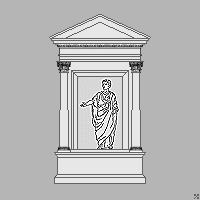
Schema einer Ädikula

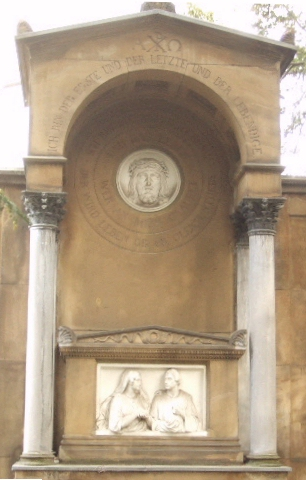
Grabmal für Barthold Georg Niebuhr auf dem Alten Friedhof in Bonn nach einem Entwurf von Schinkel

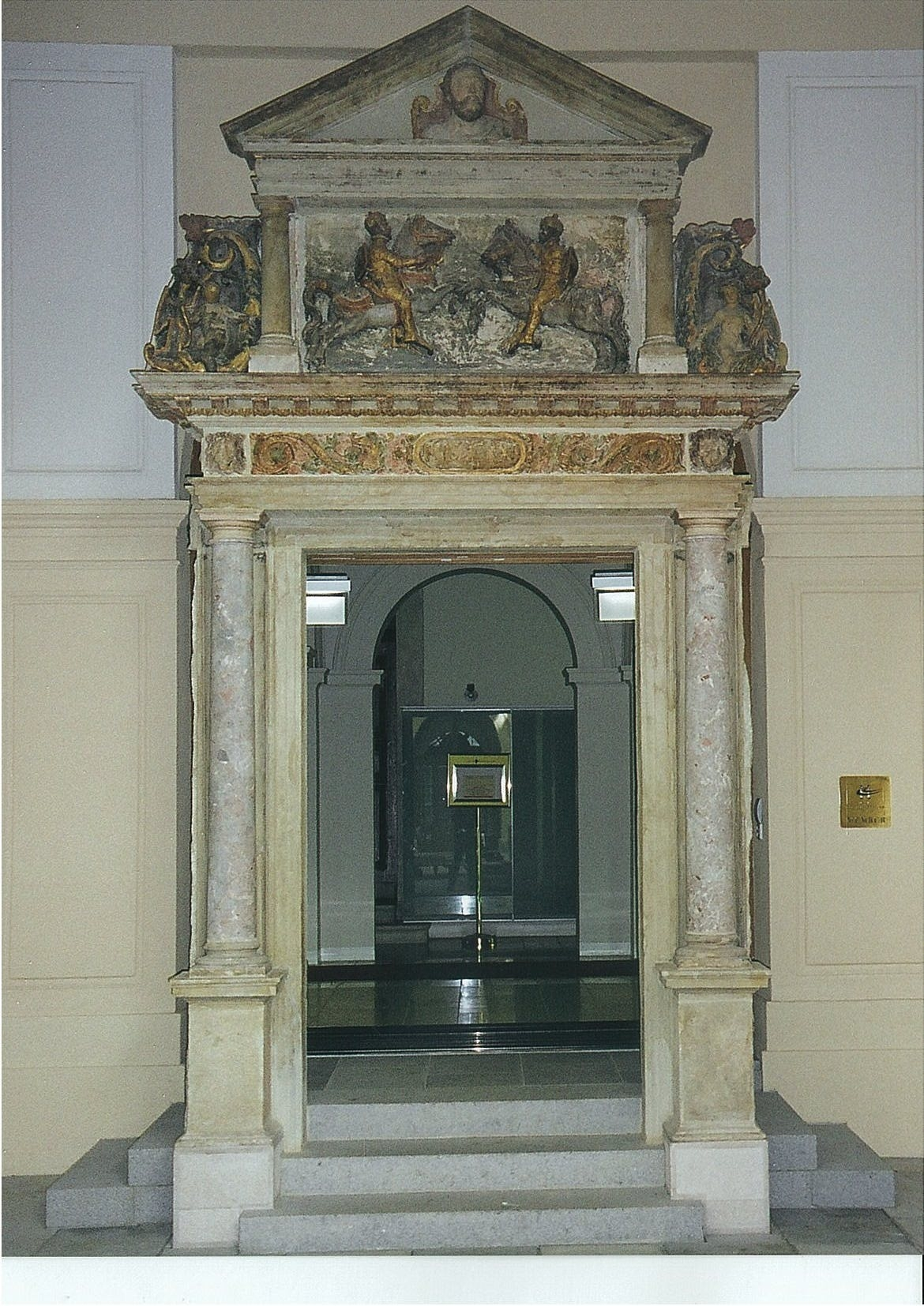
Renaissanceportal mit Ädikulaaufsatz, 1571 im Palais Niederösterreich

Eine Ädikula (Mehrzahl Ädikulä; zu lateinisch aedicula, Mehrzahl aediculae; kleines Haus, Tempelchen) ist ursprünglich ein kleiner, einer Tempelfront ähnlicher Aufbau zur Einstellung einer Statue. Darüber hinaus ist eine Ädikula jede aus Stützgliedern mit Gebälk oder Bogen und einem Giebel in Dreieck- oder Segmentbogenform bestehende Umrahmung von Nischen, Portalen und Fenstern als architektonischer Schmuck und Belebung und Gliederung großer Mauerflächen an Fassaden und im Innenraum.

## Begriff, Geschichte und Beschreibung
Ursprünglich ist aedicula ein Diminutiv von aedes, was ein Haus oder speziell einen Tempel bezeichnet, dementsprechend ist aedicula ein kleines Haus oder „Tempelchen“. Aedicula werden insbesondere die kleinen Nachbildungen von Tempeln genannt, die der Ausschmückung eines Sacellum dienten, eines umfriedeten Heiligtums, wie es für die ältesten römischen Kulte typisch ist. Diese aediculae waren dann meist kleine Bauwerke mit einer Nische, in der sich das Kultbild der Gottheit befand.
In dieser reduzierten Form erscheinen Ädikulä als architektonisches Element: ein kleiner Wandaufbau, der einer Tempelfront ähnlich sah und in dem sich eine Statue befand. Später wurde jede Stützengliederung, die aus Säulen, Pfeilern oder Pilastern und einem Dreiecks- oder Segmentbogengiebel bestand und eine Nische umrahmte, Ädikula genannt. Dieses Stilelement findet sich im hellenistischen und im römischen Baustil ebenso wie in den an die Antike anknüpfenden Baustilen Renaissance, Barock und Klassizismus. Die Ädikula diente dabei meist zur Gliederung großer Wandflächen. Sie ist häufig an großen Toren, Stadttoren oder Triumphbögen und an großen Gebäuden wie Thermen und Palästen zu finden. Im Mittelalter wurde auch eine kleine Privatkapelle (meist eine Grabkapelle) so genannt.
Es sind folgende mögliche Bedeutungen von Ädikula zu unterscheiden:
- Schrein im Sinn eines Larariums
- Grabmal oder Teil eines Grabmales mit der Urne oder einem Bildnis des Verstorbenen.
- kleiner antiker Tempel
- kleiner Aufbau zur Bewahrung eines Standbildes
- Umrahmung von Nischen oder von Fenstern mit Säulen oder mit einem kleinen Dach und Giebel (Häuschenmotiv – Dreiecksgiebel).

Die letzten beiden Bedeutungen werden oft im Zusammenhang mit einer Apsis oder einer Fassade verwendet.
Es gibt Formen der Ädikula, die sich nicht direkt an antike Vorbilder anlehnen. Diese kommen in der modernen Architektur vor, unter anderem in öffentlichen Bereichen.
In der römischen Wandmalerei, speziell der Antoninischen Wandmalerei ist die Ädikula ein häufiges Motiv zur Erzeugung einer illusionistischen Architektur. Bereits im Zweiten Stil der Pompejianischen Wandmalerei gibt es dieses Motiv mit derselben Aufgabe.
Im griechischen Kulturraum entspricht der Ädikula der Naiskos.

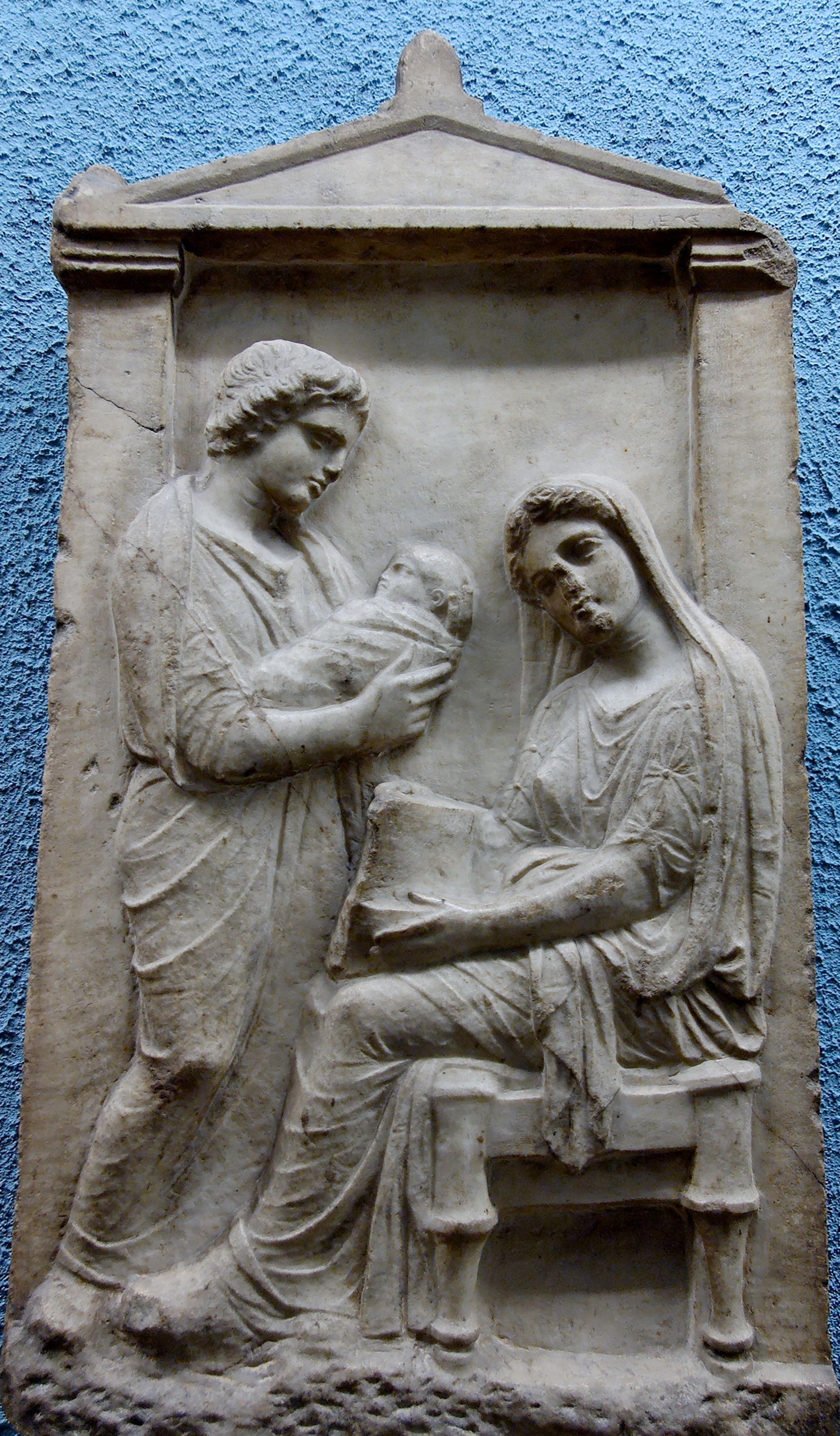
Naiskos: Griechische Grabstele, um 430–400 BC
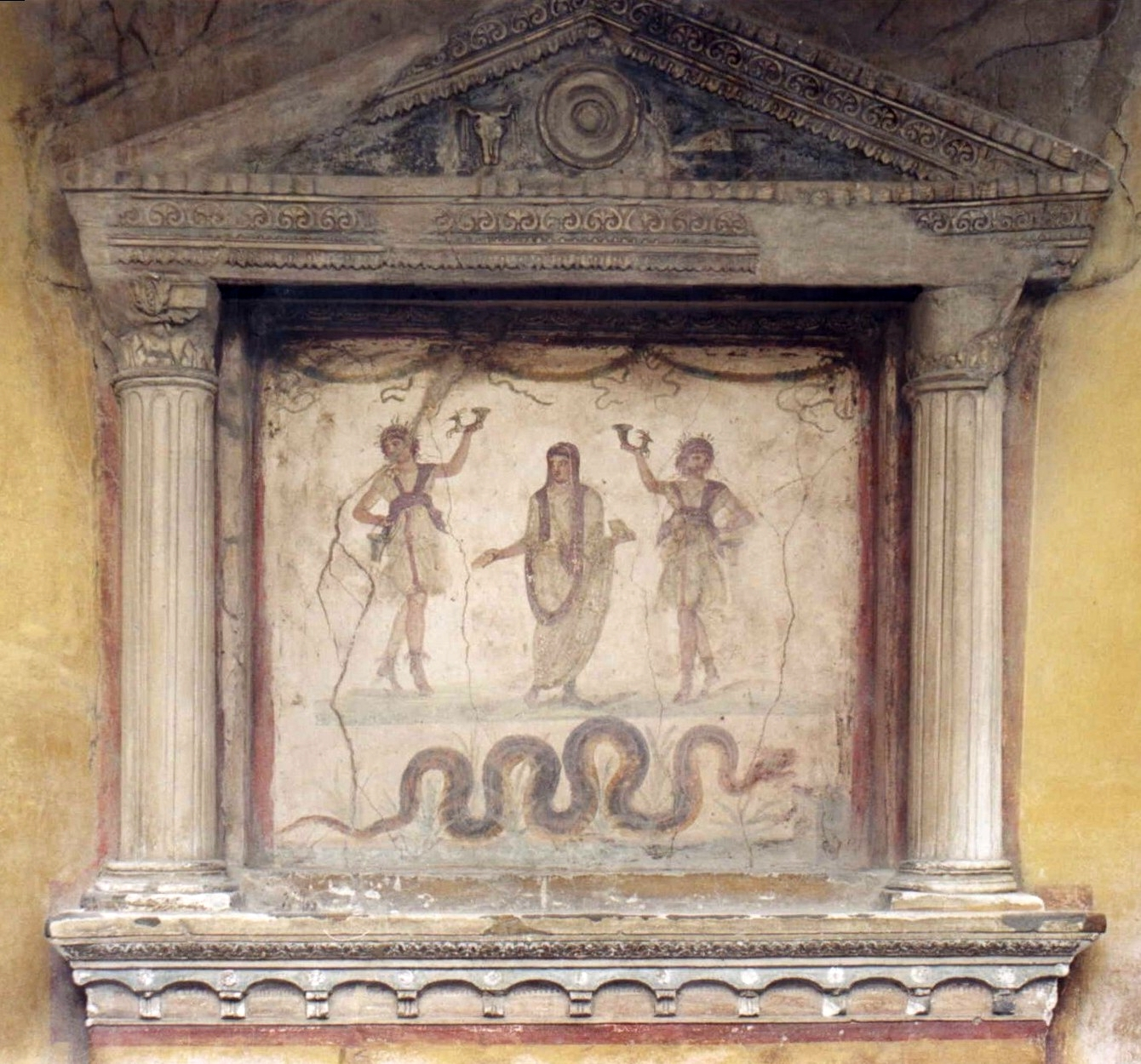
Lararium in der Casa dei in Vettii in Pompeji, um 50
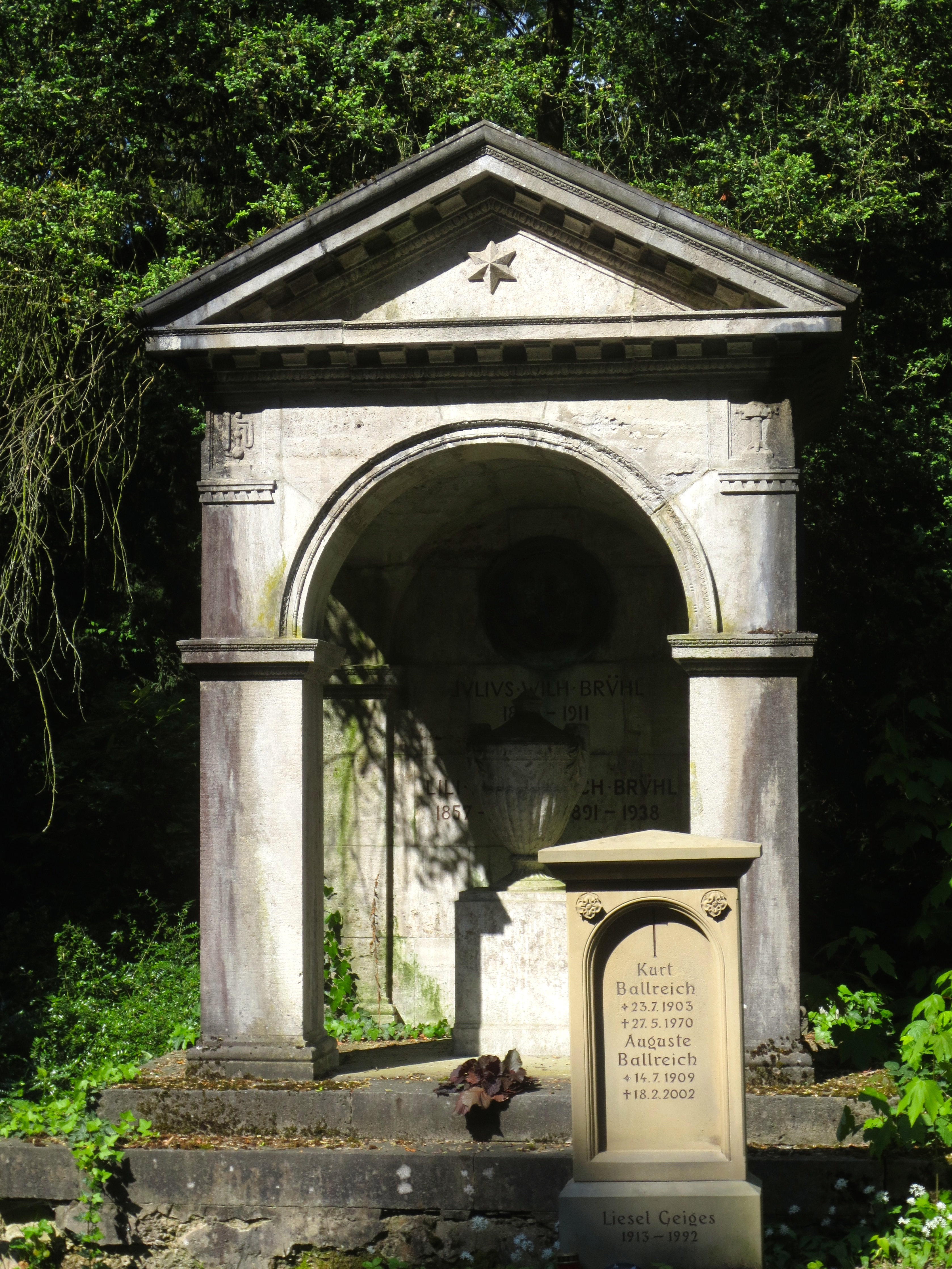
Grabmal für Julius Wilhelm Brühl auf dem Heidelberger Bergfriedhof, 19. Jh.
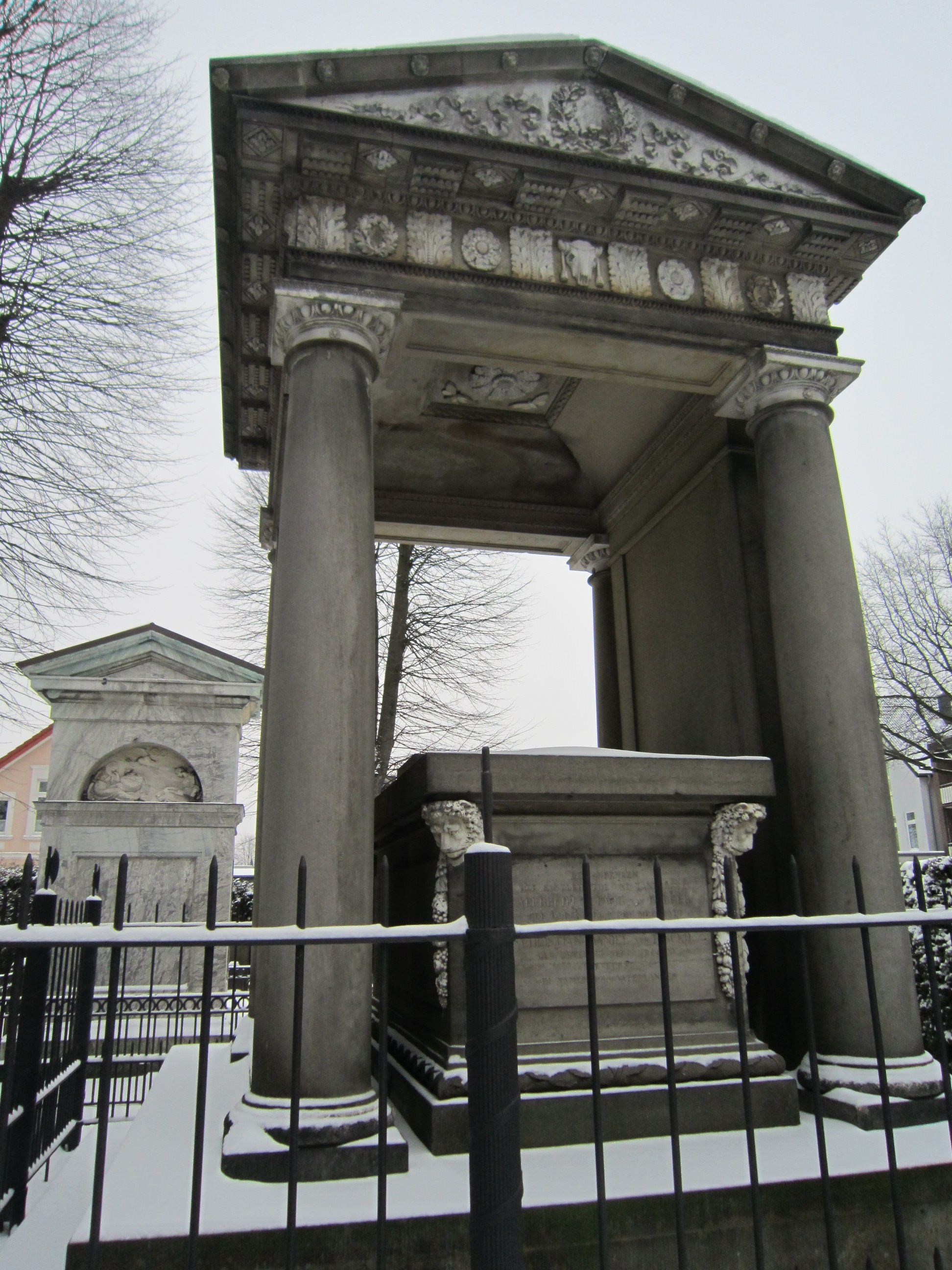
Grabtempel für von Finckh und von Berger auf dem Gertrudenfriedhof in Oldenburg (Oldb)
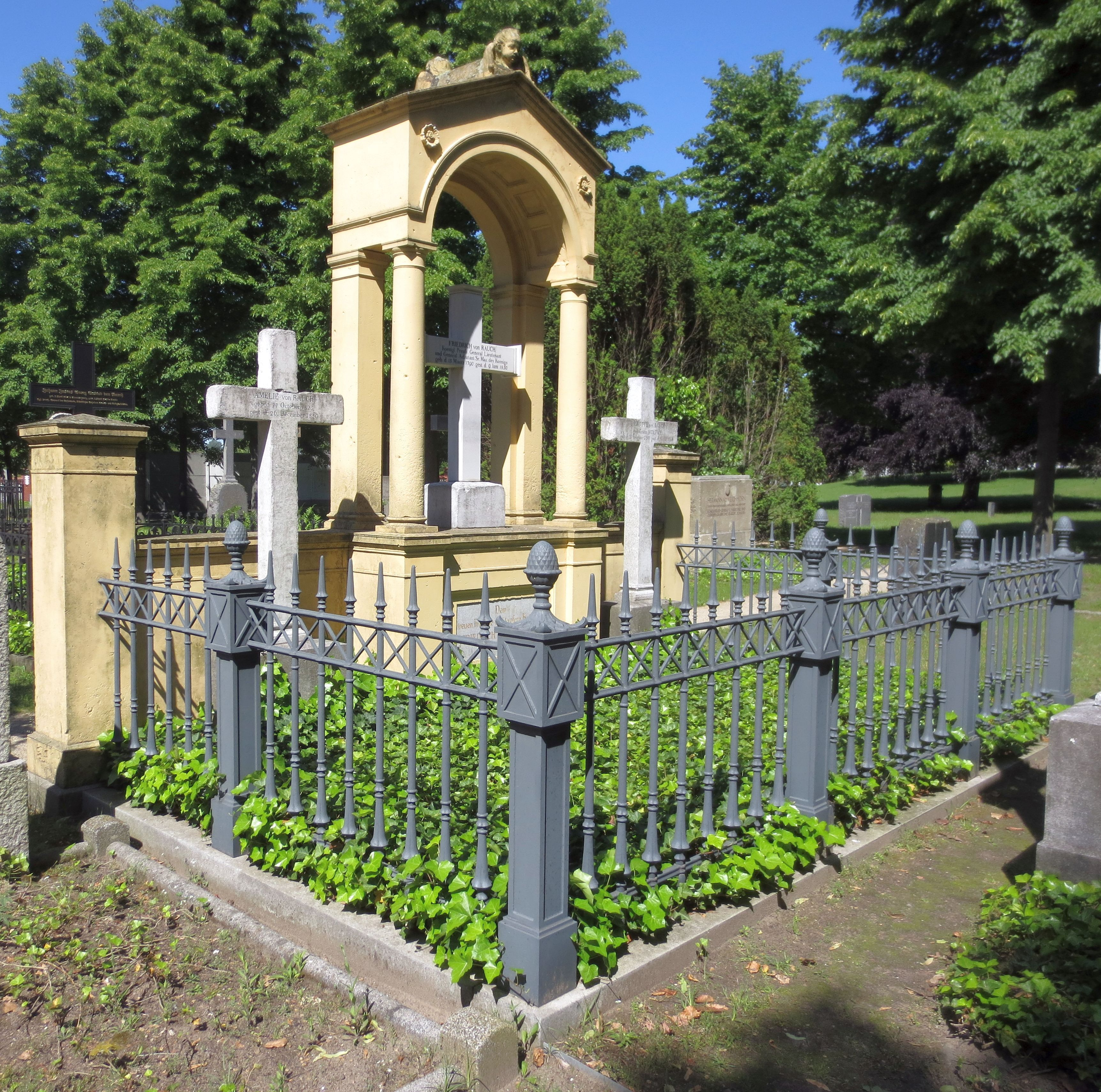
Grabmal für General Friedrich Wilhelm von Rauch (Invalidenfriedhof Berlin – Entwurf: Friedrich Wilhelm IV./Friedrich August Stüler)
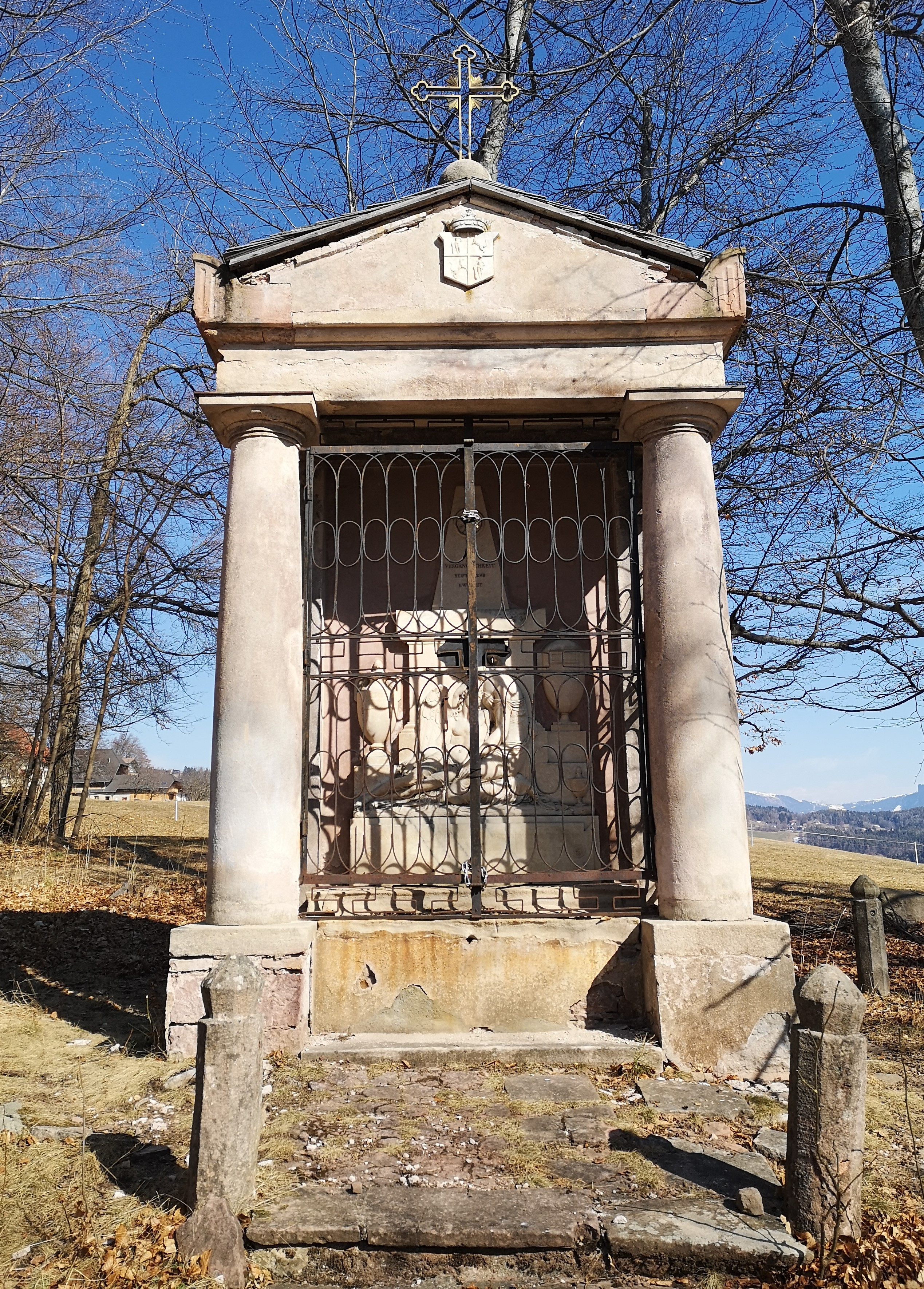
Ädikula Menz in Maria Himmelfahrt (Ritten), Bildhauerwerk von Pompeo Marchesi, 1818